# Bằng Cường
Đỗ Hùng Cường (sinh ngày 7 tháng 10 năm 1981 tại Nam Định nhưng lớn lên và học tập tại Hà Nội), thường được biết đến với nghệ danh Bằng Cường là một ca sĩ Việt Nam. Anh được biết đến với vai trò là ca sĩ thành công sau khi trình bài các ca khúc như "Yêu cô bạn thân", "Chúng ta chưa vì nhau", "Hình bóng em", ""Tôn thờ một tình yêu", "Ngày hạnh phúc", "Tình yêu và nỗi nhớ",...

## Tiểu sử và Sự nghiệp
Sinh ra trong một gia đình có truyền thống nghệ thuật (là cháu của nghệ sĩ Saxophone Trần Mạnh Tuấn), ca sĩ trẻ Bằng Cường sớm có đam mê với nghề hát. Bắt đầu hát từ năm lớp 6 và tham gia các hoạt động văn nghệ từ khi còn ở nhà trường. Đã ngậm ngùi chọn công việc chạm khắc gỗ làm nghề nuôi thân, nhưng vẫn không từ bỏ giấc mơ âm nhạc. Gia đình vốn không khá giả, lại đúng thời điểm mẹ và anh trai mất, Cường quyết định trở lại ca hát. Nhưng rồi, với sự hỗ trợ kinh tế của người anh kế, Cường tiếp tục nuôi dưỡng đam mê bằng sự quyết tâm.
Từng đóng vai trò trưởng nhóm ban nhạc 8X, Bằng Cường ít nhiều cũng có kinh nghiệm âm nhạc. Vì thế khi tách ra solo. Những bước đi đầu tiên khó khăn, phải hát miễn phí, hát lót, nhiều lúc Cường nản chí tưởng phải bỏ cuộc. Thế rồi sự động viên đúng lúc của bạn bè, gia đình đã giúp ca sĩ trẻ này thêm vững vàng ý chí.
Dù được thừa hưởng gene nghệ thuật của gia đình nhưng những ngày đầu đi hát, Bằng Cường cũng gặp rất nhiều khó khăn. Trước khi vào Thành phố Hồ Chí Minh, anh đã đi hát ở các tỉnh miền Bắc. Đầu năm 2006, anh quyết tâm Nam tiến cùng một người bạn thân làm nghề tạo mẫu tóc. Không họ hàng, người quen, đặt chân đến chốn Sài Thành, Bằng Cường chuyên đi hát từ thiện, miễn phí. Nhưng nhờ sự kiên trì của bản thân, sự động viên của gia đình, bạn bè, anh đã có được chút thành công như hôm nay...

## Cuộc sống cá nhân
Bằng Cường có vợ là Nguyễn Hoàng Bảo Anh (sinh năm 1993). Hai người đã hẹn hò được 4 năm và chính thức kết hôn vào tháng 1 năm 2023. Sau khi kết hôn, hai người đã vướng tin đồn có con riêng trước khi kết hôn. Tuy nhiên sau đó, Bằng Cường đã bác bỏ tin đồn này.

## Album đã phát hành
- Album Vol.01 Hát cho màn đêm (2005)
- Album Vol.02 Yêu Xa (2007)
- Album Vol.02 Wow! em đã về (2007) (Hợp tác với Mắt Ngọc, Kiwi Ngô Mai Trang, Vy Oanh, Nhật Kim Anh)
- Album Vol.03 Người trở lại (2009)
- Album Vol.04 Tôn Thờ Một Tình Yêu (2010)
- Album Vol.05 Mùa Thu Xưa
- Album Vol.06 Lòng Mãi Không Quên
- Album Vol.07 Dòng Sông Buồn
- Album Vol.09 Ngày Mai
- Album Vol.10 Mãi Ngàn Năm (2011)
- Album Vol.11 Đoái Hoài Quá Khứ (2011)
- Album Vol.13 Người Tình Phụ (2011)
- Album Vol.14 Tình Muộn (2011)
- Album Vol.15 Sân Ga Buồn (2011)
- Album Vol.16 Giấc Mơ Trong Anh (2011)
- Album Vol.17 Đoạn Đường Tình Yêu (2011)
- Album Vol.18 Người Tình Bóng Đêm (2011)
- Album Vol.19 Ngày Mình Hạnh Phúc (2011)
- Album Vol.20 Trăng Khóc (2012)
- Album Vol.21 Vì Anh Vì Em (2012)

## Sáng tác
- Ái tình
- Anh trai tôi
- Cám ơn em tình yêu của anh
- Chết cho tình yêu
- Chuyện tình nàng Nka
- Cô đơn mới hay mình sai
- Có lẽ tình là thế
- Còn đâu phút êm đềm
- Cuộc tình không trọn vẹn (Chúng ta chưa vì nhau)
- Dòng sông buồn
- Đợi em mãi rồi (Tôn thờ một tình yêu 2)
- Đừng đánh mất
- Đúng lúc gặp người (viết lời Việt của bài 刚好遇见你)
- Đừng vội đổi thay
- Gặp anh ở đây
- Hạnh phúc cho anh
- Hạnh phúc khi có anh
- Hạnh phúc khi có Phật
- Hạnh phúc Phật đản
- Hát cho màn đêm
- Hãy cho anh bên em
- Hãy đánh thức trái tim
- Hãy để em bình yên
- Hãy nghe anh nói lời xin lỗi
- Hình bóng em
- Hương vị cuộc sống
- Không như mơ
- Lấy đi thôi, muộn lắm rồi
- Linh hồn tuyết
- Lời yêu
- Mong như lúc mới yêu
- Mong từng giây bên em
- Ngày anh đi
- Ngỡ em về
- Ngọn nến tình yêu
- Người cô đơn lại càng cô đơn (Nhạc Hoa)
- Người đến sau nhưng yêu thật lòng
- Người vội bước
- Nhiều lúc
- Nước mắt người ra đi
- Quá khứ
- Tổn thương
- Thuyền tình
- Tình là nhớ
- Tình yêu đẹp
- Tình yêu và nỗi nhớ
- Tôn thờ một tình yêu
- Tôn thờ một tình yêu 2
- Vì ta yêu nhau
- Viết thư cho em
- Vô tình ta đã yêu
- Wow ... em đã về
- Yêu cô bạn thân (Nhạc Hoa)
- Yêu thật khó Sáng tác: Bằng Cường